# حادثه (آلبوم)
«حادثه» آلبومی از حادثه است که در ۶ ژوئن ۲۰۰۸ منتشر شد.